# Білашка
Біла́шка — річка у Тальнівському районі Черкаської області, ліва притока Тальнянки.

## Опис
Довжина річки 14 км, похил річки — 4,9 м/км. Формується з декількох безіменних струмків та багатьох водойм. Площа басейну 48,7 км².

## Розташування
Білашка бере початок на південному заході від села Мошурів. Тече переважно на південний схід через село Білашки і впадає у річку Тальнянку, праву притоку Гірського Тікичу.